# TKG48
TKG48（ティー・ケー・ジー・フォーティーエイト）は、かつてユニオンプロレス、FREEDOMSで活動したグループ。
高木三四郎がDDTからユニオンプロレスに移籍するに当たってプロジェクト開始。ユニオン本隊との抗争を展開する。人気アイドルグループ「AKB48」のパロディとして、TAKAGIから取り「TKG48」とした。「国民的プロレスグループ」を標榜するが、高木はおニャン子クラブ世代であるためか、会員番号などおニャン子を意識した面も見られる。しかし2011年限りでDDT社長として「武道館ピーターパン」の準備に集中するためユニオンでの活動を休止し、12月14日新宿FACE大会にて高木vs菊地毅を以て解散。
そして高木、菊地と「はぐれTKG血盟軍」として再出発したが、菊地は2012年02月から参戦撤退するのため、間もなく活動を休止。

## 最終メンバー
- 高木三四郎（プロデューサー、篠田麻里子推し）
- 澤宗紀（会員番号4番、格闘探偵団バトラーツ）
- 菊地毅（会員番号6番、フリー）
- 伊東竜二（会員番号8番、大日本プロレス）
- 小笠原和彦（会員番号9番、押忍闘夢）
- TAKAみちのく（会員番号15番、KAIENTAI-DOJO）
- 天龍源一郎（会員番号17番兼最高顧問、天龍プロジェクト）
- ノリ・ダ・ファンキーシビレサス（会員番号25番、今池プロレス、nobodyknows+）
- 青木篤志（会員番号29番、プロレスリング・ノア、柏木由紀推し）
- 入江茂弘（会員番号36番、チームでら）
- 高尾蒼馬（会員番号38番、DDT）
- 愛川ゆず季（会員番号40番、スターダム）
- 関根龍一（研究生、KAIENTAI-DOJO）

### TKG魔界軍
- ザ・グレート・ダイシャチョウ
- ザ・グレート・タカミチノク
- ザ・グレート・オガサワラセンセイ
- ランジェリームタ

## 備考
- 会員番号1、2、3、7、10は控え室での喫煙により解雇とされている。因みにこの5つの会員番号は本家おニャン子クラブにおいて、週刊文春喫煙事件により脱退したメンバーたちのそれと一致する。
- DDTからも高尾蒼馬をスカウトしているが、DDTの対抗勢力でもあるというスタンスだという。
- メンバーのうちTAKAみちのくは2011年1月24日の「スーパーファイト2011」において本家AKB48（河西智美・石田晴香・佐藤すみれ）の前で試合に出場している。その後9月19日のユニオンに中田ちさとが来場している。
- 2011年2月3日のユニオン新宿大会で会員番号12番の座を用意して秋山準（プロレスリング・ノア、小嶋陽菜推し）を勧誘するも失敗。
- 天龍の最高顧問就任の際、菊地はユニオン正規軍へ「レンタル」された。これは菊地が全日本プロレス時代にジャンボ鶴田の付き人をしており、師匠のライバルとの対戦を希望したためである。
- 愛川の自主興行である「ゆずポン祭り」への男子プロレスの試合提供もしている。